# Liang Qiao
Liang Qiao (Pequim, 1 de janeiro de 1968), é um treinador de ginástica artística, representante dos Estados Unidos. 
Atleta da modalidade artística masculina, performou pela China em campeonatos internacionais. Foi campeão nos Jogos Asiáticos de 1990 e medalhista de bronze por equipes, enquanto suplente, no Mundial de Ginástica de Stuttgart. Formou-se em educação física e especializou-se na ginástica, concluindo, inclusive, um curso de co-treinador na China, que o certificava. Radicado nos Estados Unidos, passou a treinar ginastas na Universidade de Iowa e abriu a Chow’s Gymnastics & Dance Institute. Em 2002, adquiriu a cidadania norte-americana. Entre os anos de 2007 e 2008, foi o treinador chefe da seleção feminina no Mundial de Stuttgart e nos Jogos Olímpicos de Pequim. Chow, como é conhecido nos Estados Unidos, é o treinador da campeã olímpica da trave e da campeã mundial Shawn Johnson.